# Осипово (Чагодощенский район)
Осипово — деревня в Чагодощенском районе Вологодской области.
Входит в состав Мегринского сельского поселения, с точки зрения административно-территориального деления — в Мегринский сельсовет.
Расстояние по автодороге до районного центра Чагоды — 30 км, до центра муниципального образования деревни Мегрино — 12 км. Ближайшие населённые пункты — Львов Двор, Низ, Середка.
По переписи 2002 года население — 1 человек.